# Khushi Murali
Korivi Muralidhar popularmente conocido como Khushi Murali (Renigunta, distrito de Chittoor, Andhra Pradesh, 1963 - 11 de enero de 2013) fue un cantante de playback indio. Se hizo famoso tras interpretar un tema musical de éxito para película titulada, Kushi.

## Biografía
Nació en Renigunta, en el distrito de Chittoor. Se mudó a Chennai para aprovechar varias oportunidades y así logró ingresar a la industria del cine indio.
Interpretó más de 500 canciones para películas y 1000 canciones devocionales, en la que ha publicado varios álbumes durante dos décadas.

## Su muerte
Falleció el 11 de enero de 2013 de un ataque al corazón. Cuando se disponía a presentarse y actuar en el festival de "Kakinada Festival Beach".